# Абольцы
Абольцы, Обольцы (бел. Абольцы) — деревня в Доброгощанском сельсовете Жлобинского района Гомельской области Беларуси.
Около деревни залежи суглинков.

## География

### Расположение
В 29 км на юго-запад от Жлобина, 9 км от железнодорожной станции Мормаль (на линии Жлобин — Калинковичи), 74 км от Гомеля.

## Гидрография
На юге и западе мелиоративные каналы.

## Транспортная сеть
Рядом автодорога Доброгоща — Жлобин. Планировка состоит из короткой прямолинейной широтной улицы. Жилые дома деревянные, усадебного типа.

## История
Основана в начале XX века переселенцами из соседних деревень. В 1933 году организован колхоз «Красный пахарь». Во время Великой Отечественной войны в декабре 1943 года в деревне размещался военно-полевой госпиталь. 20 жителей погибли в борьбе против фашизма. Согласно переписи 1959 года в составе совхоза «Вперёд» (центр — деревня Мормаль).

## Население

### Численность
- 2004 год — 24 хозяйства, 46 жителей.

### Динамика
- 1925 год — 27 дворов.
- 1959 год — 96 жителей (согласно переписи).
- 2004 год — 24 хозяйства, 46 жителей.